# 宮崎あみさ
宮崎 あみさ（みやざき あみさ、2002年〈平成14年〉10月28日 - ) は、日本のアイドル、ファッションモデル、グラビアモデル、女優であり、女性アイドルグループ・Mystear（ミスティア）の元メンバー。PLAN-D所属。身長151センチメートル。血液型A型。東京都墨田区出身。

## 略歴
2002年（平成14年）10月28日、東京都で生まれる。
コンセプトカフェで働いていた際に、同じところで働いていた友達に誘われたことをきっかけに、2019年に女性アイドルグループ、LoveLinkのメンバーとしてデビューをする。
LoveLinkは2020年2月17日に解散したが、同じ事務所のアイドルグループMystearのメンバーとして、2020年2月24日にデビューをする。
2020年4月からはモデル事務所であるコプルトに所属が決定し、その年の『週刊ヤングジャンプ』19特大号にての制コレ'20のファイナリストに選出される（グランプリは光野有菜（現・月野有菜））。
その後はライブアイドルと並行し、グラビアモデルとしての活動も本格化させている。
2022年1月25日、「個人での芸能活動に専念するため」として同年2月27日の恵比寿LIQUIDROOMでのライブを以てアイドル活動を休止することを発表した。2月9日、同年3月6日から放送の特撮テレビドラマ『暴太郎戦隊ドンブラザーズ』に敵組織の幹部・ソノニ役で連続ドラマに初出演し、レギュラー出演することが発表された。当初は高校卒業のため、女子高生のヒロイン役も受けていたがそちらは落選し、マネージャーから悪のヒロイン役での採用を知らされたとしている。
2023年3月20日、1st写真集『1920』を発売。同年4月30日に開催された「近代麻雀水着祭2023-PEAK&PINE COLLECTION-」第2日ではステージMCを務めた。同年10月23日、Mystearを卒業。
2025年3月末でジャストプロを退所。同年8月1日よりPLAN-D所属となった。

## 人物
父親が日本人で母親がミャンマー出身というハーフであり、その他家族構成に、姉、双子の弟、妹がいる。両親の仕事の関係で、幼いころにミャンマーのガパリという地域に居住をする。幼少時は日本との往復生活、中学時代に2年間住む。ミャンマー語もしゃべることができるが、現地では日本人学校に通学していた。

## 書籍

### デジタル写真集
- 私服でグラビア!!（2021年7月30日、一迅社）ASIN B09B9X91BC
- SLEEPING GIRL ～眠れる海の美少女～（2021年11月1日、秋田書店）ASIN B09KLRSJF2
- 宮崎あみさが水着でダンス（2022年2月15日、講談社）ASIN B09RZJ16YM
- 宮崎あみさが水着でミャンマー料理（2022年2月15日、講談社）ASIN B09RZN9K7C
- かわいさマシマシ中。（2022年3月19日、集英社）ASIN B09VXGP7KM
- あどエグの誕生 宮崎あみさDX（2022年3月25日、小学館）ASIN B09VBYMW56
- あどエグの誕生 宮崎あみさ1（2022年3月25日、小学館）ASIN B09VBV54J5
- あどエグの誕生 宮崎あみさ2（2022年3月25日、小学館）ASIN B09VBV54J5
- NEOカワイイ。（2022年4月25日、集英社）ASIN B09YL2GZF5
- 小悪魔な彼女（2022年5月13日、光文社）ASIN B09Z289G1Z
- 天性の小悪魔ちゃん（2022年6月13日、集英社）ASIN B0B3R4H2K5
- 特撮LOVE（2022年7月4日、小学館）ASIN B0B56GJGVW
- さようなら制服（2022年8月8日、少年画報社）ASIN B0B8RBP525
- 君と過ごす夏と冬（2022年8月8日、少年画報社）ASIN B0B8R9XDCQ
- A4サイズ デジタル写真集 Colorful First!!（2022年8月8日、少年画報社）ASIN B0B8R7K4RC - 桜田愛音、ひなた陽、ネメフドルジ・アミナとともに
- AMISA in Wonderland 宮崎あみさ3（2022年9月2日、小学館）ASIN B0BC7D7KYZ
- AMISA in Wonderland 宮崎あみさ4（2022年9月2日、小学館）ASIN B0BC78GFGC
- AMISA in Wonderland 宮崎あみさ5（2022年9月2日、小学館）ASIN B0BC7BVPSN
- AMISA in Wonderland 宮崎あみさ6（2022年9月2日、小学館）ASIN B0BC7DBS7F
- AMISA in Wonderland 宮崎あみさCOVER DX（2022年9月2日、小学館）ASIN B0BC7C153J
- AMISA in Wonderland 宮崎あみさ7（2022年10月14日、小学館）ASIN B0BH4MC72X
- AMISA in Wonderland 宮崎あみさ8（2022年10月14日、小学館）ASIN B0BH4P7X8W
- AMISA in Wonderland2 宮崎あみさ DX（2022年10月14日、小学館）ASIN B0BH8FFN9C
- グラビア・クーデター 宮崎あみさ9（2022年11月18日、小学館）ASIN B0BLVHH6DD
- グラビア・クーデター 宮崎あみさ10（2022年11月18日、小学館）ASIN B0BLVG23BJ
- グラビア・クーデター 宮崎あみさDX（2022年11月18日、小学館）ASIN B0BLVFKXNF
- はなひらく（2022年12月27日、少年画報社）ASIN B0BQHL9LYT
- 1920 ～Another Edition～（2023年3月20日、集英社）ASIN B0BYRQ9WYN
- ストロベリーキッス 宮崎あみさDX（2024年5月17日、小学館）
- ストロベリーキッス 宮崎あみさ11（2024年5月17日、小学館）
- ストロベリーキッス 宮崎あみさ12（2024年5月17日、小学館）
- ずっとキミを待っていた（2024年8月5日、集英社）
- おかえりずっと（2024年9月2日、少年画報社）
- ただいまあのね（2024年9月2日、少年画報社）

### 写真集
- 1st写真集『1920』（2023年3月20日、集英社）ISBN 978-4087901054[9]

#### モデル
- Cosplay of Nurse（2022年2月22日、メタ・ブレーン、撮影：須崎祐次）ISBN 978-4910546032

## 出演

### テレビドラマ
- 暴太郎戦隊ドンブラザーズ（2022年3月6日 - 2023年2月26日、テレビ朝日） - ソノニ 役[8][14]
- こんなところで裏切り飯 〜嵐を呼ぶ七人の役員〜 第5話（2025年2月12日、日本テレビ）[15]

### 映画
- 暴太郎戦隊ドンブラザーズ THE MOVIE 新・初恋ヒーロー（2022年7月22日） - ソノニ 役[16]
- 鈍色ショコラヴィレ ビエンナーレ（2024年2月16日） - 飯干七海 役[17][18]

### オリジナルビデオ
- スーパー戦隊シリーズ
  - 暴太郎戦隊ドンブラザーズVSゼンカイジャー（2023年9月27日、東映ビデオ） - ソノニ 役[19]
  - 王様戦隊キングオージャーVSドンブラザーズ（2024年10月9日、東映ビデオ） - ソノニ 役[20]

### ウェブドラマ
- スーパー戦隊シリーズ
  - 暴太郎戦隊ドンブラザーズVS暴太郎戦隊ドンブリーズ（2023年11月5日、東映特撮ファンクラブ） - ソノニ 役[21]
  - 特捜戦隊デカレンジャーwithトンボオージャー（2024年6月16日、東映特撮ファンクラブ） - 晴月天 / デカピンクその2 役[22]

### ラジオ番組
- あみさのおやしゅみらじお（2022年7月13日 - 12月28日、InterFM）

### 舞台
- ティアムーン帝国物語〜断頭台（ギロチン）姫on the stage〜（2023年11月9日 - 16日、飛行船シアター） - 主演 ミーア・ルーナ・ティアムーン 役
- SaGa THE STAGE～再生の絆～（2024年2月22日 - 25日、サンシャイン劇場 / 2月29日 - 3月3日、サンケイホールブリーゼ） - ロックブーケ 役
- 恋する男（2025年1月10日 - 13日、ブルースクエア四谷）[23]
- 聖剣伝説3 TRIALS of MANA THE STAGE（2025年3月7日 - 16日、サンシャイン劇場 / 4月4日 - 6日、COOL JAPAN PARK OSAKA TTホール） - シャルロット 役[24][25]

### ミュージックビデオ
- 164『「1」』（2021年4月21日）
- 清竜人『トリックアート』（2023年）

### 玩具
- 暴太郎戦隊ドンブラザーズ DX脳人ブレスセット（2022年11月）
- 暴太郎戦隊ドンブラザーズ DX脳人ブレス メモリアルなセット（2023年12月）
- 暴太郎戦隊ドンブラザーズ ニンジャークソード -MEMORIAL EDITION-（2024年3月18日）

## 作品

### キャラクターソング
| 発売日         | 商品名                                              | 歌 | 楽曲                                   | 備考                                               |
| -------------- | --------------------------------------------------- | --- | -------------------------------------- | -------------------------------------------------- |
| 2022年11月23日 | 暴太郎戦隊ドンブラザーズ EP vol.4                   | ドンモモタロウ / 桃井タロウ（樋口幸平）、サルブラザー / 猿原真一（別府由来）、オニシスター / 鬼頭はるか（志田こはく）、イヌブラザー / 犬塚翼（柊太朗）、キジブラザー / 雉野つよし（鈴木浩文）、ドンドラゴクウ / ドントラボルト / 桃谷ジロウ（石川雷蔵）、ソノイ（富永勇也）、ソノニ（宮崎あみさ）、ソノザ（タカハシシンノスケ） | 「アバターパーティー!ドンブラザーズ!」 | 特撮テレビドラマ『暴太郎戦隊ドンブラザーズ』関連曲 |
| 2023年3月1日   | 暴太郎戦隊ドンブラザーズ キャラクターソングアルバム | ソノニ（宮崎あみさ） | 「Jewel Pieces」                       | 特撮テレビドラマ『暴太郎戦隊ドンブラザーズ』関連曲 |

### イメージビデオ
- PURE（2022年10月28日、リバプール）[26][27]